# Potez 540
Поте P.540 (фр. Potez P.540) — серія середніх бомбардувальників/розвідників виробництва французької авіакомпанії Potez в міжвоєнний період. Створювався як багатоцільовий літак, здатний виконувати роль бомбардувальника, розвідника і літака підтримки. Активно використовувався під час громадянської війни в Іспанії на стороні республіканців, але до початку Другої світової вже застарів і використовувався тільки обмежено

## Історія створення

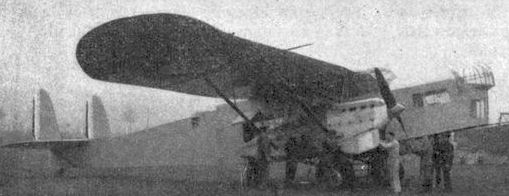
Прототип P.540.01 в вересні 1933 року.

В червні 1933 року Міністерство авіації Франції оголосило конкурс на створення нового літака типу BCR — «Бомбардування, Бій, Розвідка» (фр. «Bombardment, Combat, Reconnaissance»). Концепція літака передбачала його використання в ролі бомбардувальника, розвідника і літака підтримки армії, тому вимоги були відповідні — літак мав бути швидким, маневровим, мати гарне захисне озброєння і оснащуватись різними бомбами.
Попри високі вимоги, конструктори фірми Potez змогли сконструювати літак всього за пів року, і перший прототип P.540.01 оснащений двигунами HS 12Xbrs (690 к.с.) піднявся в повітря вже 14 листопада 1933 року. Новий літак був типовим французьким бомбардувальником міжвоєнного періоду — характерний прямий фюзеляж, високо розміщене крило і двигуни закріплені на складній системі стійок, проте були впровадженні і новіші технології — висувне шасі, закриті кабіни і екрановані турелі.
Результати тестів були визнані успішними, тому в 1934 році було виготовлено дослідну серію з 4 літаків, на які встановлювали різні типи двигунів, а на початку 1935 року почалось серійне виробництво. Загалом до 1937 року було виготовлено 270 літаків різних модифікацій.

## Основні модифікації
- P.540 — оснащувався двигунами Hispano-Suiza 12Xirs/jrs потужністю 690 к.с. (185 екз.)
- P.542 — оснащувався двигунами Lorraine 12Hdrs/Hers[en] потужністю 720 к.с. (74 екз.)
- P.543 — експортний варіант для Румунії. Оснащувався двигунами Gnome-Rhône 14Kdrs і 7,92-мм кулеметами. (10 екз.)

## Історія використання

Республіканський P.540 в Іспанії.

Бойовий дебют P.540 відбувся в Іспанії під час громадянської війни. Республіканський уряд країни купив 6P.540 літом 1936 року, а згодом кількість замовлених літаків зросла до 50. Проте через політику нейтральності Франції що до подів в Іспанії, реальна кількість доставлених літаків була меншою. При цьому в Іспанію надійшли всі три основні модифікації, навіть призначені для Румунії P.543. Здебільшого бомбардувальники відправляли в інтернаціональну ескадрилью «España». Загалом P.540 став другим наймасовішим бомбардувальником республіканських ВПС, після радянських СБ.
У французьких ВПС P.540 і P.542 надходили на озброєння бомбардувальних ескадрилей ще з 1935 року, а в 1938 році почалась заміна на новіші моделі. Проте до початку Другої світової процес модернізації не був завершений і 3 вересня 1939 року в строю перебувало ще 85 P.540/542 в складі трьох ескадр в Франції (двох бомбардувальних і одної розвідувальної) і декількох групах в колоніях (модифіковані варіанти P.540TOE/542TOE). В період дивної війни P.540/542 здійснювали тільки розвідувальні польоти, а до початку німецького наступу їх майже вивели зі складу частин в метрополії (залишилось тільки 23 літаки).
В складі ВПС режиму Віші, P.540/542 продовжували використовуватись в колоніях, а також як транспортні. В січні 1941 року три P.542TOE в Індокитаї взяли участь в війні з Таїландом, під час яких було здійснено декілька бомбардувальних нальотів на війська противника.

## Тактико-технічні характеристики
Дані з Ударная авиация Второй Мировой — штурмовики, бомбардировщики, торпедоносцы

### Технічні характеристики
- Довжина: 16,2 м
- Висота: 3,88 м
- Розмах крила: 22,10 м
- Площа крила: 76,0 м²
- Маса порожнього: 4124 кг
- Маса спорядженого: 5944 кг
- Двигуни: 2 × Hispano-Suiza 12Xirs/jrs
- Потужність: 2 × 690 к. с.

### Льотні характеристики
- Максимальна швидкість: 310 км/год
- Практична стеля: 10000 м
- Дальність польоту:
  - з 1000 кг бомб: 850 км.
  - максимальна: 850 км.
- Швидкопідйомність: 6,4 м/с

### Озброєння
Стрілецьке
- 1 × 7,5-мм кулемет в носовій установці
- 1 × 7,5-мм кулемет в нижній башті
- 1 × 7,5-мм кулемет в верхній висувній башті

Бомбове
- нормальне — 1000 кг